# Atilano Rodríguez Martínez

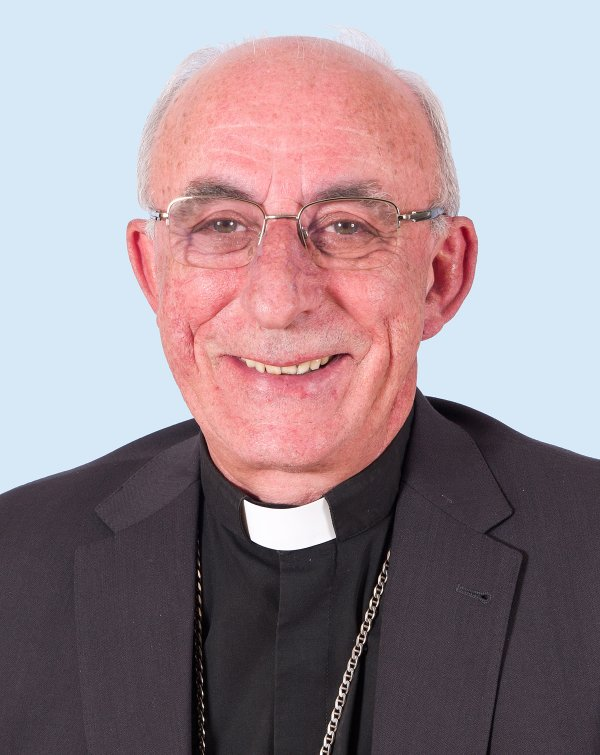
Bischof Atilano Rodríguez Martínez

Bischofswappen von Atilano Rodríguez Martínez

Atilano Vicente Rodríguez Martínez (* 25. Oktober 1946 in San Julián de Arbás) ist ein spanischer Geistlicher und emeritierter Bischof von Sigüenza-Guadalajara.

## Leben
Atilano Rodríguez Martínez empfing am 15. August 1970 die Priesterweihe für das Erzbistum Oviedo.
Papst Johannes Paul II. ernannte ihn am 5. Januar 1996 zum Titularbischof von Horaea und zum Weihbischof in Oviedo. Der Erzbischof von Oviedo, Gabino Díaz Merchán , spendete ihm am 18. Februar desselben Jahres in der Kathedrale von Oviedo die Bischofsweihe. Mitkonsekratoren waren der Erzbischof von Saragossa, Elías Yanes Álvarez, und der Bischof von Sigüenza-Guadalajara, José Sánchez González.
Am 26. Februar 2003 ernannte ihn Papst Johannes Paul II. zum Bischof von Ciudad Rodrigo. Die Amtseinführung fand am 6. April desselben Jahres statt.
Papst Benedikt XVI. ernannte ihn am 2. Februar 2011 zum Bischof von Sigüenza-Guadalajara. Die Amtseinführung fand am 2. April desselben Jahres statt. Am 31. Oktober 2023 nahm Papst Franziskus seinen altersbedingten Rücktritt an.